# 高体大鳞鲆
高体大鳞鲆（学名：Tarphops oligolepis）为牙鲆科大鳞鲆属的鱼类，俗名海目鲽、左口圆鲽、台湾名为风吹鄙、大鳞鲽，又名扁魚、皇帝魚、半邊魚、比目魚。分布于北达日本东南部以及海南岛西侧到台湾等海区、东海与黄海东南部亦产等，属于亚热带底层海鱼。该物种的模式产地在长崎。體長可達6.5公分，棲息在底層水域，生活習性不明。